# اکونومیا
اکونومیا (انگلیسی: Economia) شرکت رسانه‌ای در جمهوری چک است، که در سال ۱۹۹۰ تأسیس شد.